# Зёмек, Кая
Кая Зёмек (пол. Kaja Ziomek; род. 3 августа 1997 года, Любин, Нижнесилезское воеводство) — польская конькобежка, чемпионка Европы и бронзовый призёр чемпионатов мира и Европы в командном спринте, неоднократный призёр национального чемпионата Польши.

## Биография
Кая Зёмек родилась в городе Любин, где и начала 10-летнего возраста профессионально заниматься конькобежным спортом. С 2007 года тренируется на базе клуба «MKS Cuprum Lubin». В клубе за её подготовку отвечает Пётр Вавникевич (пол. Piotr Wawnikiewicz), а в национальной сборной — Кшиштоф Недзведзкий (пол. Krzysztof Niedzwiedzki). Замужем за польским конькобежцем — Марцином Баханеком.
В 2016 году она выиграла бронзовую медаль чемпионата мира среди юниоров в командном спринте. Бронзовой медалью завершилось выступление Зёмек на I-ом этапе Кубка мира по конькобежному спорту среди юниоров сезона 2016/2017 года, прошедшем в белорусской столице — Минске. 26 ноября 2016 года на Минск-Арене в командном забеге среди женщин с результатом 1:32.94 (+1.77 — 70 очков) польская команда заняла третье место. Более высокие места заняли конькобежки из России (1:32.32 (+1.15), 80 очков — 2-е место) и Японии (1:31.17, 100 очков — 1-е место).
На зимних Олимпийских играх 2018 года Кая Зёмек дебютировала для участия в забеге на 500 м. 18 февраля 2018 года на Олимпийском Овале Каннына в забеге на 500 м она финишировала с результатом 39.26 (+2.32). В итоговом зачёте Зёмек заняла 25-е место. В 2018 и 2019 годах Зёмек выигрывала звание чемпионки Польши на дистанции 500 метров и занимала 3-е место в беге на 1000 метров. В январе 2019 года на чемпионате Европы в спринтерском многоборье в Коллальбо заняла 9-е место в  классификации.
В начале 2022 года Зёмек завоевала золотую медаль вместе с подругами в командном спринте на чемпионате Европы на отдельных дистанциях в Херенвене, финишировав со временем 1:27.26 сек. На дистанции 500 метров она заняла 8-е место, а в командной гонке - 6-е место. В феврале она второй раз участвовала на зимних Олимпийских играх в Пекине, где заняла 9-е место в беге на 500 метров.
В марте 2022 года заняла 16-е место в общем зачёте на чемпионате мира в спринтерском многоборье в Хамаре, а на следующий день взяла серебряную медаль на чемпионате мира на одиночных дистанциях в командном спринте. В финале Кубка мира на дистанции 500 метров она заняла 3-е место в общем зачёте.

## Личная жизнь
Кая Зёмек окончила Академию физического воспитания имени Ежи Кукучки в Катовице на факультете менеджмента. Она находится в паре с польским конькобежцем Артуром Ногалем. Любит смотреть телевизор, разгадывать головоломки, проводить время с семьей и своей собакой.